# Hadropareia
Hadropareia — рід окунеподібних риб родини бельдюгових (Zoarcidae). Ареал роду обмежений північчю Тихого океану.

## Класифікація
До роду відносять 2 види:
- Hadropareia middendorffii Schmidt, 1904
- Hadropareia semisquamata Andriashev & Matyushin, 1989.1